# Чеховская энциклопедия
Че́ховская энциклопе́дия (А. П. Чехов: энциклопедия) — универсальное научно-популярное издание в одном томе, в котором в опубликованы сведения жизни и творчестве писателя Антона Павловича Чехова. В энциклопедии, изданной в 2011 году, разобраны с разных сторон произведения писателя, описаны музеи Чехова, указаны имена выдающихся отечественных ученых-чеховедов.

## История
Идея написания Чеховской энциклопедии зародилась в конце XX века. В 1994 году на Втором международном чеховском симпозиуме в Германии (г. Баденвейлер) обсуждался вопрос издания энциклопедии, посвященной жизни и творчеству А. П. Чехова. В подготовке трёхтомного издания энциклопедии предполагалось участие чеховедов из разных стран, включая профессора Рольфа-Дитера Клуге (Тюбингенский университет, Германия), Д. Рейфилда (Лондонский университет, Англия) и других ученых из стран СНГ, Польши, Чехии, Словакии, Италии и др. Специалисты по творчеству А. П. Чехова из России Александр Павлович Чудаков, председатель Чеховской комиссии РАН Владимир Борисович Катаев, Ирина Евгеньевна Гитович стали первыми составителями предполагавшегося многотомным труда. Поскольку работа не финансировалась в достаточном объёме, то подготовка энциклопедии продвигалась медленно. В 2011 году Чеховская энциклопедия в издательстве «Просвещение» была издана в урезанном виде.

## Описание
Чеховская энциклопедия (А. П. Чехов: энциклопедия) издана издательством «Просвещение» в Москве в одном томе в твердом переплете. Чеховская энциклопедия — издание научно-популярное.
Издание подготовлено коллективом авторов (Н. Капустин, Р. Лапушин, И. Ничипоров, А. Собенников, А. Степанов, И. Сухих, С. Тихомиров, В. Звиняцковский и др.). Главный редактор — профессор Московского университета Владимир Борисович Катаев. Тираж энциклопедии составляет 5000 экземпляров. Статьи в Чеховской энциклопедии распределены по разделам, подобно главам монографии, внутри раздела применена алфавитная рубрикация материала.

## Содержание энциклопедии
В начале энциклопедии размещена летопись — «Краткая летопись жизни и творчества Чехова». За летописью следует статья «Творческий путь А. П. Чехова», за ней — «Произведения А. П. Чехова», «Поэтика А. П. Чехова», «Мировоззрение А. П. Чехова». Интересны статьи «Творческий путь А. П. Чехова» (В. Б. Катаев), «Интеллигенция» (В. Б. Катаев), «Религия» (Н. В. Капустин), «Наука» (П. Н. Долженков). В статьях «Академический инцидент» (Л. Е. Бушканец), «Дрейфуса дело» (В. Б. Катаев) достаточно полно для энциклопедического издания рассмотрена гражданская позиция писателя. Интересен раздел «Поэтика». В статьях известных чеховедов В. Б. Катаева, Н. В. Капустина, Р. Е. Лапушина, И. Н. Сухих, А. Д. Степанова, О. М. Скибиной, Л. М. Цилевича, А. П. Чудакова говорится о законах художественного мира Чехова, об особенностях повествования писателя, сюжетосложения, коммуникации, специфике заголовков. В энциклопедии есть раздел «Поэтика», раздел, посвященным письмам писателя. В разделе «Поэтика А. П. Чехова» представлены статьи А. Степанова: «Знак», «Коммуникация» и «Риторика». Среди подразделов: «Проза», «Драматургия», «Публицистика», «Записные книжки» и «Письма Чехова».
На страницах энциклопедии в разделе «Изучение творчества А. П. Чехова» представлена история становления и развития чеховедения, дан обзор мемуарной литературы о Чехове, очерк о символистах, обзоры трудов ученых-чеховедов русского зарубежья, советского литературоведения первой половины XX столетия и отечественной науки второй половины века. Небольшие статьи посвящены ушедшим из жизни отечественным учёным-чеховедам: Ю. Авдееву, Г. Бялому, Н. Гитович, Б. Зингерману, В. Лакшину, З. Паперному, Э. Полоцкой, А. Скафтымову и А. Чудакову.
В энциклопедии наиболее полно рассмотрены произведения Чехова, вошедшие в школьную программу. Это повести «Степь», «Дуэль», «Палата № 6», «В овраге», рассказы «Каштанка», «Дом с мезонином», комедия «Вишневый сад».
В заключительных разделах: «Музеи» и «А. П. Чехов в школе» кратко описаны восемь чеховских музеев, расположенных на территории России и за рубежом (Таганрог, Александровск-Сахалинск («А. П. Чехов и Сахалин»), Баденвейлер («Чеховский салон»), Москва, Мелихово («Музей-усадьба»), Ялта, Сумы), описано место чеховского наследия в школьном литературном образовании.
В энциклопедии много иллюстраций с фотографиями чеховского времени, автографами писателя.